# Paula Alí
Paula Alí (1938) es una destacada actriz cubana de teatro, cine y televisión.

## Biografía
Se vinculó al mundo del espectáculo en 1959 en Cuba, cuando comenzó a trabajar como modelo en la televisión. En 1965, pasó al Teatro Martí, lugar emblemático en la cultura cubana por el teatro vernáculo que allí se hacía con famosos actores del género bufo.
En 1970, se integró al grupo Teatro Estudio, uno de los más prestigiosos de Cuba, donde ha permanecido hasta la actualidad. Durante los dos últimos años ha colaborado también con el grupo El Público: su protagónico en la obra La Celestina, con dirección de Carlos Díaz, ha sido un gran éxito. 
En su larga carrera teatral ha interpretado importantes personajes en obras clásicas del teatro cubano y universal. Paralelamente ha actuado en 6 telenovelas, además de haber participado en múltiples teleplays, teatros en T.V. y otros seriados, como el popular programa humorístico Punto G. 
Ha realizados giras por Portugal, Yugoslavia, España, Ecuador, Venezuela y Colombia.

## Trabajos realizados.

### Teatro
- La casa de Bernarda Alba. Director: Berta Martínez. 1970.
- El Premio Flaco. Director: Héctor Quintero. 1972.
- La última carta de la Baraja. Director: Héctor Quintero. 1973.
- Milanés. Director: Vicente Revuelta. 1977
- La señora Ana muestra sus medallas. Director: Vicente Revuelta. 1979.
- Aire frío. Director: Abelardo Estorino. 1980.
- Ni un sí, ni un no. Director: Abelardo Estorino. 1982.
- El diablo te acompaña.Director: Abelardo Estorino. 1983.
- Morir del cuento. Director: Abelardo Estorino. 1984.
- Santa Camila de La Habana Vieja. Director: Armando Suárez del Villar. 1985.
- Plácido. Director: Armando Suarez del Villar. 1987.
- Una mujer sola (monológo). Director: Héctor Quintero. 1989.
- Te sigo esperando. Director: Héctor Quintero. 1990.
- Yerma. Director: Roberto Blanco. 1999.
- Así es si les parece. Director: Carlos Díaz. 2000.
- La gaviota. Director: Carlos Díaz. 2001.
- La Celestina. Director: Carlos Díaz. 2002.
- Monológos de la vagina. Director: Jorge Ferrera. 2003.

### Televisión

#### Telenovelas
- Enamorada del mar. Director: Juan Vilar. 1989.
- Retablo personal. Director: Chino Chong. 1992.
- Sin perder la ternura. Director: Consuelo Elba. 1992.
- El año que viene. Director: Héctor Quintero. 1993.
- Las huérfanas de la Obrapía. Director: Rafael Gonzales. 1999.
- Salir de noche. Director: Mirta González Pereda. 2002.
- Los hijos de Pandora. Director: Ernesto Fiallo. 2022.
- Sábados de gloria. Director: Tamara Castellanos. 2025.

#### Teatro en TV
- La casa de Bernarda Alba. Director: Belquis Vega. 1999.
- Santa Camila de La Habana Vieja. Director: Belquis Vega. 2001.

#### Teleplays
- El almendrón
- Dos Romeos para una Julieta
- Operación pareja
- Jardín de madera
- Sofía y el Ángel
- Pompas de Jabón

#### Humorísticos
- Jura decir la verdad.
- Cherlot Holmes
- Cerquitica del Vedado
- Conflicto
- Punto “G” :premio programa más popular 2005.

### Cine
- Cartas del Parque. Director: Tomas Gutiérrez Alea (Titón) y Juan Carlos Tabío.
- Papeles secundarios. Director: Guillermo Orlando Rojas.
- El Elefante y la bicicleta. Director: Juan Carlos Tabío.
- Oscuro rinoceronte enjaulados. Director: Juan Carlos Cremata.
- Guantanamera. Director: Tomas Gutierrez Alea (Titón) y Juan Carlos Tabío
- Amor vertical. Director: Arturo Soto.
- Lista de Espera. Director: Juan Carlos Tabío.
- Nada. Director: Juan Carlos Cremata.
- Miel para Ochún. Director: Humberto Solás.
- Perfecto Amor Equivocado. Director: Gerardo Chijona.
- Residencial Caribe
- H2O. Director: Leonardo Pérez.
- El análogon perfecto. Director: Abdel Martínez Castro.
- El cuerno de la abundancia. Director: Juan Carlos Tabío.

## Premios y condecoraciones recibidas
- Premio Segismundo por Una mujer sola. 1990.
- Premio Uneac por Una mujer sola. 1990.
- Premio Caracol por El año que viene. 1994.
- Premio Mejor Actriz Festival de Cartagena de India por Nada. 2003.
- Distinción por la Cultura Nacional.
- Medalla Raúl Gómez García.